# Лауреаты Государственной премии Российской Федерации за 1998 год

## Лауреаты в области литературы и искусства

### В области литературы
За сборник стихотворений «Из первых уст»
- Лиснянская, Инна Львовна, поэт.

За перевод книги «Трагические поэмы» Теодора Агриппы д’Обинье
- Ревич, Александр Михайлович, поэт, переводчик, литературовед.

### В области архитектуры
За серию монографий по истории русской архитектуры XIX — начала XX века: «Русская архитектура 1830—1910-х годов», «Архитектурные теории XIX века в России», «Храм Христа Спасителя в Москве», «Русский стиль»
- Кириченко, Евгения Ивановна, искусствовед.

За здание Международного офисно-коммерческого центра «Атриум на Невском, 25» в Санкт-Петербурге
- Соколов, Сергей Иванович, руководитель авторского коллектива.
- Явейн, Никита Игоревич, руководитель авторского коллектива.
- Антипин, Виталий Михайлович, архитектор.
- Соколов, Павел Сергеевич, архитектор.
- Тышерский, Эдуард Александрович, архитектор.

### В области дизайна
За дизайнерскую и эргономическую разработку в открытом акционерном обществе «ЛОМО» оптико-механических приборов для научных исследований, медицины и широкого потребления
- Кобицкий, Аркадий Семёнович, руководитель авторского коллектива.
- Акишев, Игорь Сергеевич, руководитель авторского коллектива.
- Цепов, Валентин Анисимович, дизайнер.
- Маламед, Евгений Рафаилович, конструктор.

За разработку и внедрение фирменного стиля продукции закрытого акционерного общества инженерно-промышленной компании «Биоинъектор»
- Никитин, Александр Иванович, конструктор,
- Сафронов, Игорь Николаевич, конструктор,
- Сафронов, Николай Никитич (посмертно), конструктор,
- Кузьмин, Владимир Георгиевич, дизайнер,
- Савинкин, Владислав Владимирович, дизайнер,
- Готман, Иван Иванович, мастер,
- Хороняк, Сергей Алексеевич, мастер.

### В области изобразительного искусства
За многолетнюю работу по изучению, сохранению и реставрации ансамбля монументальных росписей Дионисия собора Рождества Богородицы Ферапонтова монастыря в Вологодской области
- Вздорнов, Герольд Иванович, искусствовед.
- Лелекова, Ольга Владимировна, искусствовед.
- Серебрякова, Марина Сергеевна, искусствовед.
- Девина, Роза Алексеевна, климатолог.
- Наумова, Майя Марковна, физик.
- Брегман, Николай Георгиевич, художник-реставратор.
- Рузавин, Юрий Александрович, художник-реставратор.
- Федышин, Иван Николаевич, художник-реставратор.

За произведения с юбилейной выставки 1998 года «Дом Жилинских» в Российской академии художеств
- Жилинский, Дмитрий Дмитриевич, художник.

За циклы живописных произведений «На берегу моря», «Евангельские сюжеты», «Картины из карт», «Застолье» («Пиры»)
- Нестерова, Наталья Игоревна, художник.

### В области киноискусства
За оригинальное решение художественных задач и новаторское использование выразительных средств в анимационном кино
- Бардин, Гарри Яковлевич, режиссёр,
- Хржановский, Андрей Юрьевич, режиссёр.

За художественный фильм «В той стране…»
- Боброва, Лидия Алексеевна, режиссёр-постановщик, автор сценария,
- Астахов, Сергей Валентинович, оператор-постановщик.

За документальные фильмы последних лет: «Родная сторона», «Грешный человек», «Полёт шмеля»
- Шиллер, Юрий Андреевич, режиссёр, автор сценария, дикторского текста.

### В области музыкального и хореографического искусства
За спектакли Государственного академического Мариинского театра «Парсифаль», «Летучий голландец» Р. Вагнера, «Лебединое озеро» П. И. Чайковского, «Симфония до мажор» Ж. Бизе, «Умирающий лебедь» К. Сен-Санса
- Гергиев, Валерий Абисалович, художественный руководитель.
- Беззубенков, Геннадий Иванович, солист оперы.
- Ванеев, Владимир Борисович, солист оперы.
- Гоголевская, Лариса Анатольевна, солист оперы.
- Путилин, Николай Георгиевич, солист оперы.
- Лопаткина, Ульяна Вячеславовна, солистка балета.

За концертные программы 1995—1998 годов академического симфонического оркестра Санкт-Петербургской филармонии имени Д. Д. Шостаковича
- Темирканов, Юрий Хатуевич (Юра Хатиевич), художественный руководитель оркестра.

За балетные спектакли Санкт-Петербургского государственного театра балета «Чайковский», «Дон Кихот, или Фантазии безумца», «Карамазовы», «Красная Жизель», «Мой Иерусалим»
- Эйфман, Борис Янкелевич, хореограф.

### В области театрального искусства
За спектакль Государственного академического драматического театра имени П. Ойюнского «Король Лир» по пьесе В. Шекспира
- Борисов, Андрей Саввич, режиссёр-постановщик,
- Сотников, Геннадий Петрович, художник-постановщик,
- Луковцев, Иннокентий Егорович, исполнитель главной роли,
- Степанов, Ефим Николаевич, исполнитель главной роли.

За создание Московского театра «Школа драматического искусства»
- Васильев, Анатолий Александрович, режиссёр-постановщик,
- Попов, Игорь Витальевич, художник-постановщик.

За моноспектакль «Мертвые души» (последние главы)" по поэме Н. В. Гоголя
- Филиппенко, Александр Георгиевич, артист.

### В области эстрадного искусства
За концертную программу «Три часа живой музыки»
- Градский, Александр Борисович, композитор, певец.

### В области просветительской деятельности
За развитие принципов русской театральной школы, теории и практики современного театрального искусства
- Гончаров, Андрей Александрович.

За сохранение и пропаганду культурного наследия русского зарубежья в России
- Струве, Никита Алексеевич.

### За произведения для детей и юношества
- За создание системы развития творческого потенциала личности средствами архитектуры и дизайна
  - Абаева, Инга Михайловна,
  - Андреева, Зоя Сергеевна,
  - Базилевич, Татьяна Михайловна,
  - Бармаш, Ольга Аркадьевна,
  - Дурново, Елена Анатольевна,
  - Орлова, Ирина Борисовна,
  - Фёдорова, Ирэна Вячеславовна.
- За детские спектакли Воронежского государственного театра кукол
  - Вольховский, Валерий Абрамович.
  - Луценко, Елена Леонидовна.
- За серию радиопьес «КОАПП»
  - Константиновский, Майлен Аронович.

## Лауреаты в области науки и техники
За разработку новой технологии производства плакирования ферритных материалов, создание специальных марок стали и внедрение их в различные отрасли народного хозяйства
- Данилов, Леонид Иванович, кандидат технических наук, начальник отдела открытого акционерного общества «Северсталь».
- Липухин, Юрий Викторович, кандидат технических наук, председателю Совета директоров.
- Филатов, Николай Васильевич, директор по производству, — работник того же акционерного общества;
- Легостаев, Юрий Леонидович, доктор технических наук, начальник отдела — заместитель начальника научно-производственного комплекса Государственного научного центра "Центральный научно-исследовательский институт конструкционных материалов «Прометей».
- Малышевский, Виктор Андреевич, доктор технических наук, заместитель директора — начальник научно-производственного комплекса того же центра;
- Калинин, Анатолий Павлович, главный конструктор — начальник отдела открытого акционерного общества «Айсберг»;
- Кормилицин, Юрий Николаевич, кандидат технических наук, генеральный конструктор Центрального конструкторского бюро морской техники «Рубин»;
- Рыбальченко, Юрий Борисович, главный инженер открытого акционерного общества «Балтийский завод».

За работу «Мутагенез у человека и предупреждение его эффектов в современных экологических условиях»
- Бочков, Николай Павлович, академик Российской академии медицинских наук, вице-президент Российской академии медицинских наук, руководитель работы;
- Дурнев, Андрей Дмитриевич, доктор медицинских наук, руководитель лаборатории Научно-исследовательского института фармакологии Российской академии медицинских наук.
- Середенин, Сергей Борисович, академик Российской академии медицинских наук, директор того же института;
- Кулешов, Николай Павлович, доктор медицинских наук, руководитель лаборатории Медико-генетического научного центра Российской академии медицинских наук.
- Чеботарёв, Александр Николаевич, доктор медицинских наук, руководитель лаборатории того же центра.

За цикл трудов «Ациклические изопреноиды: химия и синтез биологически активных веществ на их основе»
- Веселовский, Владимир Всеволодович, доктор химических наук, заведующий лабораторией Института органической химии имени Н. Д. Зелинского Российской академии наук.
- Григорьева, Наталья Яковлевна, доктор химических наук, ведущий научный сотрудник.
- Данилов, Леонид Леонидович, кандидат химических наук, старший научный сотрудник.
- Крышталь Галина Валентиновна, доктор химических наук, ведущий научный сотрудник.
- Серебряков, Эдуард Прокофьевич, член-корреспондент Российской академии наук, заведующий лабораторией.
- Шибаев, Владимир Николаевич, доктор химических наук, заведующий лабораторией, — работник того же института;
- Моисеенков, Александр Макарович, член-корреспондент Российской академии наук (посмертно).

За работу «Микросомальное окисление и метаболизм лекарств: механизмы оксигеназных реакций, катализируемых цитохромом Р450, и их моделирование»
- Арчаков, Александр Иванович, академик Российской академии медицинских наук, директор Научно-исследовательского института биомедицинской химии Российской академии медицинских наук.
- Бачманова, Галина Ивановна, доктор биологических наук, главный научный сотрудник.
- Давыдов, Дмитрий Радиевич, кандидат биологических наук, ведущий научный сотрудник.
- Карузина, Ирина Ивановна, кандидат биологических наук, старший научный сотрудник, — работник того же института;
- Карасевич, Елена Ивановна, кандидат химических наук, старший научный сотрудник Института биохимической физики имени Н. М. Эмануэля Российской академии наук.
- Шилов, Александр Евгеньевич, академик, директор того же института;
- Карякин, Александр Вадимович, доктор биологических наук, заведующий центральной лабораторией государственного контроля вирусной безопасности препаратов и компонентов крови Гематологического научного центра Российской академии медицинских наук;
- Ляхович, Вячеслав Валентинович, академик Российской академии медицинских наук, директор Института молекулярной патологии и экологической биохимии Российской академии медицинских наук.

За работу «Нефтегазовый потенциал осадочных бассейнов Мира: Карта нефтегазоносности, монография — объяснительная записка к Карте и цикл опубликованных работ за 1990—1996 гг.»
- Высоцкий, Владимир Игоревич, кандидат геолого-минералогических наук, директор Института нефти и газа открытого акционерного общества «ВНИИЗАРУБЕЖГЕОЛОГИЯ»
- Наместников, Юрий Григорьевич, кандидат геолого-минералогических наук, заместитель директора того же института;
- Клещев, Константин Александрович, доктор геолого-минералогических наук, директор Всероссийского научно-исследовательского геологического нефтяного института;
- Милетенко, Николай Васильевич, доктор геолого-минералогических наук, заместитель руководителя департамента Министерства природных ресурсов Российской Федерации.
- Фёдоров, Дмитрий Леонидович, доктор геолого-минералогических наук, заместитель генерального директора Центра региональных геофизических и геоэкологических исследований «ГЕОН» того же министерства;
- Исаев, Евгений Никитович, кандидат геолого-минералогических наук (посмертно).

За цикл трудов «Прогноз, разведка и разработка газовых месторождений крайнего севера Сибири»
- Гольдин, Сергей Васильевич, академик, директор Института геофизики в составе Объединённого института геологии, геофизики и минералогии Сибирского отделения Российской академии наук.
- Карогодин, Юрий Николаевич, доктор геолого-минералогических наук, заведующий лабораторией Института геологии нефти и газа в составе того же Объединённого института;
- Гурари, Фабиан Григорьевич, доктор геолого-минералогических наук, главный научный сотрудник Сибирского научно-исследовательского института геологии, геофизики и минерального сырья Министерства природных ресурсов Российской Федерации и Российской академии наук;
- Дмитриевский, Анатолий Николаевич, академик, директор Института проблем нефти и газа Российской академии наук;
- Ермилов, Олег Михайлович, доктор технических наук, заместитель генерального директора предприятия по добыче и транспортировке природного газа «Надымгазпром» Российского акционерного общества «Газпром».
- Ремизов, Валерий Владимирович, кандидат технических наук, заместитель председателя правления.
- Чугунов, Леонид Семёнович, кандидат технических наук, генеральный директор закрытого акционерного общества «Ямалгазинвест», — работник Российского акционерного общества «Газпром»;
- Неелов, Юрий Васильевич, кандидат технических наук, губернатор Ямало-Ненецкого автономного округа.

За разработку научных и технологических основ создания фоточувствительных сверхбольших интегральных схем на приборах с зарядовой связью и их промышленное освоение
- Жильцов, Виктор Сергеевич, начальник отдела государственного унитарного предприятия "Научно-производственное предприятие «Пульсар».
- Костюков, Евгений Вильевич, начальник лаборатории.
- Кузнецов, Юрий Алексеевич, кандидат технических наук, заместитель генерального директора.
- Скрылев, Александр Сергеевич, кандидат технических наук, начальник отделения, — работник того же предприятия;
- Арутюнов, Валентин Артёмович, начальник лаборатории государственного предприятия "Центральный научно-исследовательский институт «Электрон»;
- Вишневский, Григорий Исаакович, кандидат технических наук, генеральный директор дочернего государственного унитарного предприятия «Электрон — Оптроник»;
- Ушаков, Андрей Борисович, кандидат технических наук, заместитель председателя Федерального фонда развития электронной техники;
- Шилин, Виктор Абрамович, доктор технических наук, профессор Московского государственного университета путей сообщения.

За научное обоснование открытия, эффективную разведку, подготовку к эксплуатации и организацию промышленного освоения крупного золоторудного месторождения «Кубака» в Магаданской области
- Власов, Владимир Константинович, старший геолог Омолонской геолого-разведочной экспедиции закрытого акционерного общества «Омолонская золоторудная компания».
- Карчавец, Владимир Павлович, директор той же экспедиции;
- Наталенко, Александр Егорович, заместитель министра природных ресурсов Российской Федерации.
- Цопанов, Олег Хаджумарович, главный специалист.
- Шавкунов, Борис Николаевич, бывший начальник отдела Северо — восточного комитета по геологии и использованию недр, — работник Министерства природных ресурсов Российской Федерации;
- Розенблюм, Илья Семёнович, кандидат геолого-минералогических наук, генеральный директор открытого акционерного общества «Геометалл Плюс»;
- Усачёв, Николай Андреевич, генеральный директор общества с ограниченной ответственностью «Проспектор»;
- Шаповалов, Николай Григорьевич (посмертно).

За разработку волоконных световодов среднего ИК-диапазона
- Бутвина, Леонид Николаевич, кандидат физико-математических наук, старший научный сотрудник Научного центра волоконной оптики при Институте общей физики Российской академии наук.
- Дианов, Евгений Михайлович, академик, директор.
- Плотниченко, Виктор Геннадиевич, доктор физико-математических наук, заведующий лабораторией, — работник того же центра;
- Прохоров, Александр Михайлович, академик, директор Института общей физики Российской академии наук;
- Девятых, Григорий Григорьевич, академик, главный научный сотрудник Института химии высокочистых веществ Российской академии наук.
- Чурбанов, Михаил Фёдорович, член-корреспондент Российской академии наук, директор того же института;
- Петровский, Гурий Тимофеевич, академик, генеральный директор Всероссийского научного центра «Государственный оптический институт имени С. И. Вавилова».
- Сафиуллина, Сания Салиуловна, кандидат технических наук, старший научный сотрудник того же центра.

За создание Баксанской нейтринной обсерватории и исследования в области нейтринной астрофизики, физики элементарных частиц и космических лучей
- Алексеев, Евгений Николаевич, доктор физико-математических наук, заведующий отделом Института ядерных исследований Российской академии наук.
- Воеводский, Александр Владимирович, доктор физико-математических наук, заведующий лабораторией.
- Гаврин, Владимир Николаевич, кандидат физико-математических наук, заведующий лабораторией.
- Зацепин, Георгий Тимофеевич, академик, заведующий отделом.
- Матвеев, Виктор Анатольевич, академик, директор.
- Тавхелидзе, Альберт Никифорович, академик, заведующий отделом.
- Чудаков, Александр Евгеньевич, академик, главный научный сотрудник, — работник того же института;
- Поманский, Александр Александрович, доктор физико-математических наук (посмертно).

За разработку универсальной технологии промышленного получения высокоэффективных вакцин против инфекционных болезней животных
- Ленев, Сергей Васильевич, кандидат биологических наук, ведущий научный сотрудник Всероссийского государственного научно-исследовательского института контроля, стандартизации и сертификации ветеринарных препаратов.
- Малахов, Юрий Алексеевич, доктор ветеринарных наук, заведующий отделом.
- Панин, Александр Николаевич, член-корреспондент Российской академии сельскохозяйственных наук, директор.
- Соболева, Галина Леонидовна, кандидат биологических наук, ведущий научный сотрудник, — работник того же института;
- Денисенко, Григорий Феоктистович, доктор ветеринарных наук, научный консультант государственного предприятия «Ставропольская биофабрика».
- Ситьков, Виктор Иванович, доктор ветеринарных наук, генеральный директор того же предприятия;
- Рахманин, Павел Петрович, кандидат ветеринарных наук, генеральный директор Российского акционерного общества «Росагробиопром»;
- Саркисов, Арутюн Христофорович, академик Российской академии сельскохозяйственных наук, советник при дирекции Всероссийского научно-исследовательского института экспериментальной ветеринарии имени Я. Р. Коваленко, Российской академии сельскохозяйственных наук.

За исследования по интегральной геометрии
- Гельфанд, Израиль Моисеевич, академик, главный научный сотрудник Научно-исследовательского института системных исследований Российской академии наук.
- Граев, Марк Иосифович, доктор физико-математических наук, ведущий научный сотрудник того же института;
- Гиндикин, Семён Григорьевич, доктор физико-математических наук, ведущий научный сотрудник Международного центра «Софус Ли».

За разработку базовой самолётной системы управления вооружением самолётов — истребителей пятого поколения и унифицированного с ней семейства бортовых радиолокационных станций истребителей различного применения
- Виноградов, Михаил Алексеевич, кандидат технических наук, заместитель начальника отделения открытого акционерного общества «Фазотрон — Научно-исследовательский институт радиостроения».
- Гуськов, Юрий Николаевич, заместитель генерального директора — первый заместитель генерального конструктора.
- Канащенков, Анатолий Иванович, доктор технических наук, генеральный директор — генеральный конструктор.
- Когель, Михаил Леонидович, начальник лаборатории, — работник того же акционерного общества;
- Горохов, Владимир Юрьевич, кандидат технических наук, начальник лаборатории Государственного научно-исследовательского института авиационных систем;
- Могуев, Александр Николаевич, начальник 1171 военного представительства Министерства обороны Российской Федерации;
- Саблин, Вячеслав Николаевич, доктор технических наук, генеральный директор — научный руководитель открытого акционерного общества «Центральный научно — исследовательский институт радиоэлектронных систем»;
- Бабичев, Владимир Александрович, кандидат технических наук (посмертно).

За монографии «Славяне в древности» и «Славяне в раннем средневековье»
- Седов, Валентин Васильевич, член-корреспондент Российской академии наук, заведующий отделом Института археологии Российской академии наук.

За цикл работ «Научно-практические основы создания высокочувствительных преобразователей и приборов»
- Яковлев, Николай Иванович, кандидат технических наук, заместитель генерального директора открытого акционерного общества «Научно-исследовательский институт электроизмерительных приборов»;
- Карпенков, Степан Харланович, доктор технических наук, заведующий кафедрой Государственной академии управления имени Серго Орджоникидзе.

За цикл фундаментальных исследований быстропротекающих электроразрядных процессов и создание на их основе нового класса мощных и сверхмощных нано- и пикосекундных электрофизических устройств
- Месяц, Геннадий Андреевич, академик, директор Института электрофизики Уральского отделения Российской академии наук, руководитель работы.
- Шпак, Валерий Григорьевич, член-корреспондент Российской академии наук, первый заместитель директора.
- Яландин, Михаил Иванович, доктор технических наук, ведущий научный сотрудник, — работник того же института;
- Загулов, Филипп Яковлевич, доктор технических наук, директор Специального конструкторского бюро научного приборостроения Уральского отделения Российской академии наук;
- Ковальчук, Борис Михайлович, академик, заведующий отделом Института сильноточной электроники Сибирского отделения Российской академии наук.
- Коровин, Сергей Дмитриевич, доктор физико-математических наук, заместитель директора.
- Королёв, Юрий Дмитриевич, доктор физико-математических наук, заведующий лабораторией.
- Проскуровский, Дмитрий Ильич, доктор физико-математических наук, заведующий лабораторией, — работник того же института.

За создание и внедрение быстровозводимого железобетонного плавучего причала-набережной для стоянки и снабжения крупных надводных кораблей Военно-Морского Флота и судов морского транспорта
- Волков, Владимир Андреевич, генеральный директор открытого акционерного общества "Центральное конструкторское бюро «Монолит».
- Малков, Владимир Павлович, начальник отдела того же акционерного общества;
- Айнбунд, Валерий Александрович, начальник строительства, инженерного обеспечения и расквартирования Военно-Морского Флота;
- Аниканов, Олег Карпович, бывший начальник Главного инженерного управления Военно-Морского Флота;
- Кожевников, Пётр Михайлович, кандидат технических наук, ведущий научный сотрудник Научно-исследовательского центра 26 Центрального научно-исследовательского института Министерства обороны Российской Федерации.
- Кравчук, Юрий Дмитриевич, кандидат технических наук, старший научный сотрудник того же центра;
- Кочергин, Николай Дмитриевич, техническому директор открытого акционерного общества «Городецкая судостроительная верфь».
- Шумей, Николай Фёдорович, начальник технического отдела того же акционерного общества.

За разработку и внедрение высокоинформативных методов и систем контроля качества агросырья и пищевой продукции
- Беднаржевский, Сергей Станиславович, доктор технических наук, директор департамента межрегиональной ассоциации «Сибирское соглашение»;
- Бородин, Иван Фёдорович, академик Российской академии сельскохозяйственных наук, профессор Московского государственного агроинженерного университета имени В. П. Горячкина;
- Верясов, Юрий Владимирович, генеральный директор открытого акционерного общества «ВИНАП»;
- Власенко, Анатолий Николаевич, член-корреспондент Российской академии сельскохозяйственных наук, директор Сибирского научно-исследовательского института земледелия и химизации сельского хозяйства Сибирского отделения Российской академии сельскохозяйственных наук;
- Нестеренко, Александр Георгиевич, генеральный директор открытого акционерного общества «Куйбышевские ликероводочные изделия»;
- Сажинов, Георгий Юрьевич, кандидат технических наук, научный сотрудник Научно-исследовательского института детского питания Российской академии сельскохозяйственных наук;
- Смирнов, Геннадий Иванович, доктор физико-математических наук, заместитель директора Сибирского отделения Международного института нелинейных исследований Российской академии наук;
- Ухов, Геннадий Яковлевич, генеральный директор открытого акционерного общества «Спирт».

За разработку средств диагностики и специфической профилактики высококонтагиозной болезни диких кабанов — классической чумы свиней
- Фертиков, Владимир Иванович, кандидат биологических наук, начальник Государственного комплекса «Завидово», руководитель работы.
- Егоров, Александр Николаевич, кандидат биологических наук, заместитель начальника того же комплекса;
- Балышева, Вера Ивановна, кандидат биологических наук, старший научный сотрудник Всероссийского научно-исследовательского института ветеринарной вирусологии и микробиологии Российской академии сельскохозяйственных наук.
- Вишняков, Иван Фёдорович, член-корреспондент Российской академии сельскохозяйственных наук, директор.
- Жестерев, Виктор Иванович, кандидат биологических наук, заместитель директора.
- Исакова, Нина Борисовна, кандидат биологических наук, старший научный сотрудник.
- Куриннов, Виктор Васильевич, кандидат ветеринарных наук, старший научный сотрудник.
- Хрипунов, Егор Максимович, доктор ветеринарных наук, заведующий лабораторией, — работник того же института.

За разработку научной концепции, создание и крупносерийное производство принципиально нового комплекса реабилитационных устройств управления модификациями автомобилей для инвалидов
- Есеновский-Лашков, Юрий Константинович, доктор технических наук, заместитель генерального директора Государственного научного центра Российской Федерации — Центрального научно-исследовательского автомобильного и автомоторного института, руководитель работы.
- Гируцкий, Ольгарт Иванович, кандидат технических наук, первый заместитель генерального директора.
- Лебедев, Евгений Иванович, главный конструктор проекта.
- Поляк, Давид Григорьевич, доктор технических наук, заведующий отделом, — работник того же центра;
- Дмитриенко, Олег Сергеевич, начальник конструкторского бюро открытого акционерного общества «Автоэлектроника»;
- Осадчих Анатолий Иванович, доктор медицинских наук, заместитель министра труда и социального развития Российской Федерации;
- Хайдакин, Сергей Алексеевич, главный конструктор открытого акционерного общества «Серпуховский автомобильный завод».
- Шелестов, Станислав Михайлович, главный инженер того же акционерного общества.

За разработку научных основ и ресурсосберегающих процессов деформирования при изготовлении изделий машиностроения с высокими техническими требованиями
- Яковлев, Сергей Петрович, доктор технических наук, заведующий кафедрой Тульского государственного университета.
- Яковлев, Сергей Сергеевич, доктор технических наук, профессор того же университета;
- Ананьев, Анатолий Иванович, кандидат технических наук, главный металлург Научно-производственного объединения имени С. А. Лавочкина;
- Голенков, Вячеслав Александрович, доктор технических наук, ректор Орловского государственного технического университета;
- Епифановский, Игорь Сергеевич, доктор технических наук, начальник отдела Научно-производственного объединения машиностроения;
- Лавров, Александр Фёдорович, начальник отдела открытого акционерного общества «Тульский научно-исследовательский технологический институт»;
- Соболев, Яков Алексеевич, кандидат технических наук, начальник лаборатории государственного предприятия "Научно-производственное объединение «Техномаш»;
- Чудин, Владимир Николаевич, доктор технических наук, профессор Московского института коммунального хозяйства и строительства.

За создание теории и методов управления механическими системами
- Черноусько, Феликс Леонидович, академик, главный научный сотрудник Института проблем механики Российской академии наук, руководитель работы.
- Акуленко, Леонид Денисович, доктор физико-математических наук, главный научный сотрудник.
- Болотник, Николай Николаевич, доктор физико-математических наук, ведущий научный сотрудник.
- Градецкий, Валерий Георгиевич, доктор технических наук, заведующий лабораторией.
- Меликян, Арик Артаваздович, доктор физико-математических наук, ведущий научный сотрудник, — работник того же института.

За создание ультрастабильных по частоте лазеров, средств измерения оптических частот и их применение в прецизионных измерениях
- Багаев, Сергей Николаевич, академик, директор Института лазерной физики Сибирского отделения Российской академии наук.
- Бакланов, Евгений Васильевич, доктор физико-математических наук, главный научный сотрудник.
- Клементьев, Василий Михайлович, доктор физико-математических наук, главный научный сотрудник, — работник того же института;
- Алексеев, Владимир Анатольевич, доктор физико-математических наук, главный научный сотрудник Физического института имени П. Н. Лебедева Российской академии наук.
- Губин, Михаил Александрович, доктор физико-математических наук, главный научный сотрудник того же института;
- Домнин, Юрий Сергеевич, кандидат физико-математических наук, начальник лаборатории Института метрологии времени и пространства государственного предприятия «Всероссийский научно-исследовательский институт физико-технических и радиотехнических измерений».
- Татаренков, Виктор Михайлович, доктор технических наук, директор того же института;
- Проценко, Евгений Дмитриевич, доктор физико-математических наук, профессор Московского государственного инженерно-физического института (технического университета).

За научное обоснование, разработку и промышленное внедрение прогрессивных материалов, конструктивных решений и технологий при создании современных автомагистралей (на примере первой очереди реконструкции Московской кольцевой автомобильной дороги)
- Арутюнов, Владимир Суренович, генеральный директор открытого акционерного общества «Центродорстрой».
- Замотаев, Виктор Дмитриевич, машинисту бетоноукладчика строительного управления № 862 того же акционерного общества;
- Кудряшов, Владимир Иванович, генеральный директор открытого акционерного общества «Мостостроительный отряд 19»;
- Макаров, Олег Николаевич, первый вице-президент открытого акционерного общества "Корпорация «Трансстрой»;
- Муравин, Геннадий Исаакович, генеральный директор общества с ограниченной ответственностью «Организатор»;
- Никольский, Борис Васильевич, первый заместитель премьера правительства Москвы;
- Телегин, Владимир Михайлович, заместитель главного инженера — главный инженер проекта государственного предприятия «Союздорпроект»;
- Шварцман, Владимир Львович, начальник управления закрытого акционерного общества "Инжиниринговая корпорация «Трансстрой».

За разработку методов спутниковой радиотомографии ионосферы и создание сети радиотомографических комплексов
- Андреева, Елена Станиславовна, кандидат физико-математических наук, старший научный сотрудник Московского государственного университета имени М. В. Ломоносова.
- Куницын, Вячеслав Евгеньевич, доктор физико-математических наук, заведующий кафедрой того же университета;
- Мельниченко, Юрий Андреевич, ведущий инженер Полярного геофизического института Кольского научного центра Российской академии наук.
- Терещенко, Евгений Дмитриевич, доктор физико-математических наук, директор.
- Худукон, Борис Зиновьевич, кандидат физико-математических наук, старший научный сотрудник, — работник того же института;
- Ораевский, Виктор Николаевич, доктор физико-математических наук, директор Института земного магнетизма, ионосферы и распространения радиоволн Российской академии наук.
- Разинков, Олег Георгиевич, кандидат физико-математических наук, старший научный сотрудник.
- Ружин, Юрий Яковлевич, доктор физико-математических наук, заместитель директора отделения, — работник того же института.

За Горную энциклопедию в 5 томах
- Козловский, Евгений Александрович, доктор технических наук, заведующий кафедрой Московской государственной геолого-разведочной академии, руководитель работы;
- Бронников, Дмитрий Михайлович, член-корреспондент Российской академии наук, советник при дирекции Института проблем комплексного освоения недр Российской академии наук.
- Трубецкой, Климент Николаевич, академик, директор того же института;
- Гейман, Леонид Михайлович, доктор технических наук, президент Энциклопедической творческой ассоциации;
- Щадов, Михаил Иванович, доктор технических наук, академик-секретарь секции Российской инженерной академии;
- Агошков, Михаил Иванович, академик (посмертно).

За создание и внедрение прогрессивного семейства автомобилей «Урал» военного и гражданского назначения
- Брюгеман, Александр Артурович, заместитель директора открытого акционерного общества «Уральский автомобильный завод».
- Ведерников, Александр Анатольевич, главный конструктор (ОАО «Уральский автомобильный завод»).
- Горожанинов, Юрий Иванович, генеральный директор (ОАО «Уральский автомобильный завод»).
- Корман, Виктор Христофорович, первый заместитель генерального директора (ОАО «Уральский автомобильный завод»).
- Ковалёв, Николай Григорьевич, доктор технических наук, заместитель начальника Главного автобронетанкового управления Министерства обороны Российской Федерации.
- Платонов, Владимир Фёдорович, доктор технических наук, заместитель директора Научно-исследовательского тракторного института.
- Резниченко, Вячеслав Андреевич, директор Научно-исследовательского центра по испытаниям и доводке автомототехники (Центрального автополигона).

За цикл работ «Фундаментальные проблемы теории тонкостенных конструкций»
- Гольденвейзер, Алексей Львович, доктор физико-математических наук, главный научный сотрудник Института проблем механики Российской академии наук, руководитель работы.
- Каплунов, Юлий Давидович, доктор физико-математических наук, ведущий научный сотрудник.
- Нольде, Евгения Валерьевна, кандидат физико-математических наук, научный сотрудник.
- Рогачёва, Нэлли Николаевна, доктор физико-математических наук, старший научный сотрудник, — работник того же института;
- Ворович, Иосиф Израилевич, академик, директор Научно-исследовательского института механики и прикладной математики при Ростовском государственном университете;
- Коссович, Леонид Юрьевич, доктор физико-математических наук, заведующий кафедрой Саратовского государственного университета имени Н. Г. Чернышевского;
- Лидский, Виктор Борисович, доктор физико-математических наук, профессор Московского физико-технического института (государственного университета);
- Товстик, Пётр Евгеньевич, доктор физико-математических наук, заведующий кафедрой Санкт-Петербургского государственного университета.